# Nohant-en-Graçay
Nohant-en-Graçay település Franciaországban, Cher megyében. Lakosainak száma 292 fő (2022. január 1.). Nohant-en-Graçay Dampierre-en-Graçay, Genouilly, Graçay, Massay, Luçay-le-Libre és Saint-Pierre-de-Jards községekkel határos.

## Népesség
A település népessége az elmúlt években az alábbi módon változott:
| Lakosok száma | 398  | 318  | 296  | 311  | 300  | 303  | 306  | 300  | 297  | 292  |
|               | 1968 | 1982 | 1990 | 2006 | 2013 | 2015 | 2017 | 2019 | 2020 | 2022 |